# Новопросянське
Новопросянське (до 17 лютого 2016 — Комсомольське) — село в Україні, у Нововодолазькій громаді Харківського району Харківської області. Населення становить 118 осіб. Колишній (до 2020) орган місцевого самоврядування — Просянська сільська рада.

## Географія
Село знаходиться на відстані 1,5 км від смт Нова Водолага і примикає до села Просяне. Через село проходить автомобільна дорога М18 (E105), поруч проходить автомобільна дорога Р51. До села примикає лісовий масив (дуб).

## Історія
12 червня 2020 року, розпорядженням Кабінету Міністрів України № 725-р «Про визначення адміністративних центрів та затвердження територій територіальних громад Харківської області», увійшло до складу Нововодолазької селищної громади.
19 липня 2020 року, в результаті адміністративно-територіальної реформи та ліквідації Нововодолазького району, село увійшло до складу новоутвореного Харківського району.

## Населення

### Мова
Розподіл населення за рідною мовою за даними перепису 2001 року:
| Мова       | Кількість | Відсоток |
| ---------- | --------- | -------- |
| українська | 108       | 91.53%   |
| російська  | 9         | 7.62%    |
| білоруська | 1         | 0.85%    |
| Усього     | 118       | 100%     |

## Економіка
- Молочно-товарна ферма.